# Gabriela Cárdeñas
Gabriela Emilia „Gaby“ Belevan Cárdeñas (* 5. Januar 1958; † 5. Oktober 2022) war eine peruanische Volleyballspielerin.

## Karriere
Gabriela Cárdeñas gewann mit der peruanischen Volleyballnationalmannschaft Silber bei den Panamerikanischen Spielen 1975 sowie bei der Weltmeisterschaft 1982 in Peru. Darüber hinaus gehörte Cárdeñas zum peruanischen Aufgebot bei den Olympischen Sommerspielen 1976 in Montreal sowie Olympischen Sommerspielen 1980 in Moskau.